# Trittico dei Padri della Chiesa
Il Trittico dei Padri della Chiesa è un dipinto olio su tela di Antonio Vivarini e Giovanni d'Alemagna realizzato nel 1446 e conservato nella XXIV sala della Gallerie dell'Accademia di Venezia, un tempo sala dell'Albergo della Scuola Grande della Carità.

## Storia
Antonio Vivarini e il cognato Giovanni d'Alemagna, quest'ultimo aveva sposato in seconde nozze la sorella dell'artista muranese, avevano intrapreso una collaborazione artistica dal 1443 con la realizzazione del polittico della Madonna per la cappella di San Tarasio all'interno della chiesa di San Zaccaria. La loro collaborazione dimostra un'affinità stilistica che rende difficile individuare le diverse parti eseguite da ciascuno dei pittori, diventando questo elemento di discussione tra gli studiosi. I due artisti lavorarono insieme fino al 1450 quando Giovanni morì improvvisamente.
Il polittico fu commissionato dalla Scuola grande della Carità di Venezia nel 1446 e probabilmente realizzato nel medesimo anno. Nel XV secolo i locali della Scuola, del monastero e la chiesa di Santa Maria della Carità, erano gestiti dai frati agostiniani dei Frigarola in seguito chiamati Lateranensi.
Nel XIX secolo vi fu istituita l'Accademia di Belle Arti diventando poi la sede delle Gallerie dell'Accademia. I locali sono famosi nella storia dell'architettura perché Andrea Palladio li ridisegnò come da sua citazione: lo ridisegnò assimilandolo a una «casa […] de gli Antichi. Il trittico fu quindi inglobato nella galleria dell'Accademia veneziana, pur mantenendo la sua collocazione originaria nella sala dell'Albergo dell'antica Scuola Grande della Carità.

## Descrizione

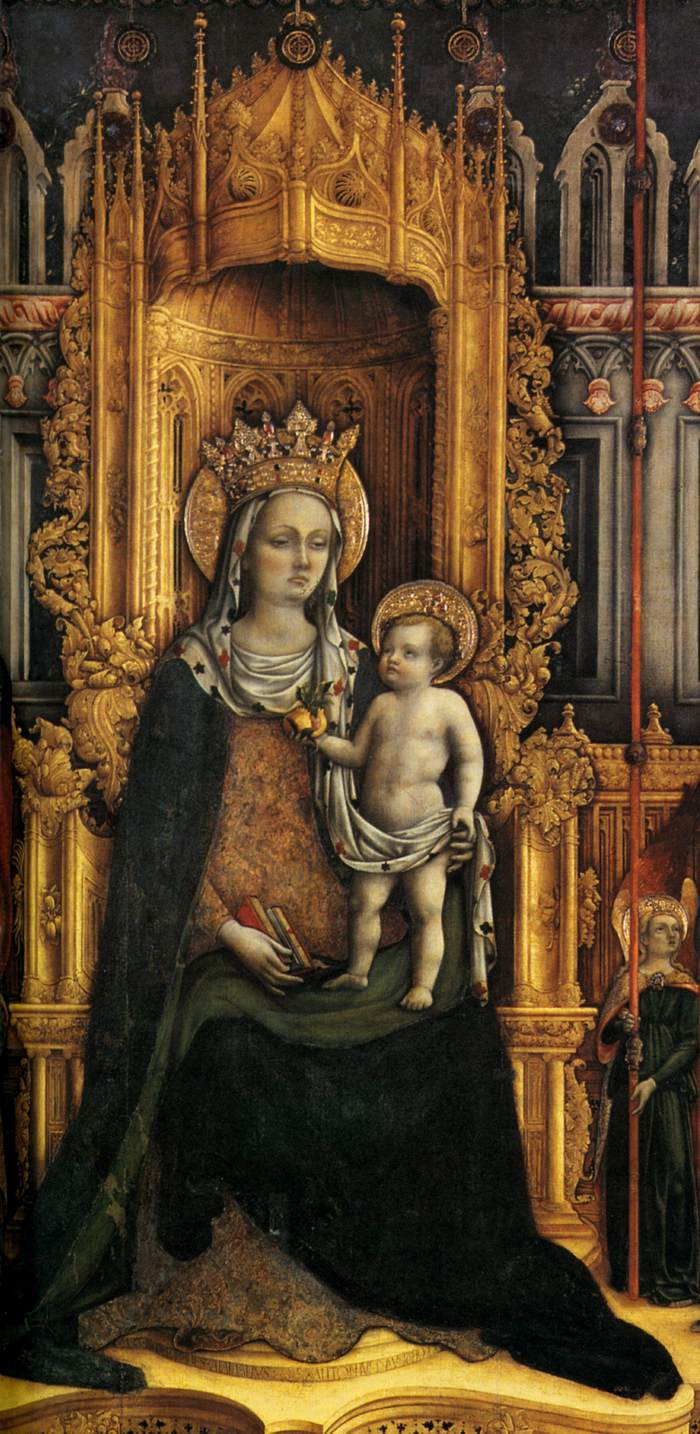
Madonna in trono col Bambino-particolare

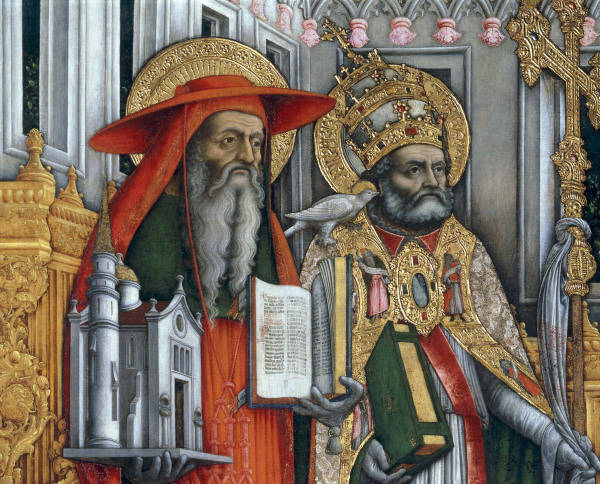
Santi Girolamo nelle vesti cardinalizie, e Gregorio Magno con la colomba dello Spirito Santo

L'opera è suddivisa in tre pannelli differenti, e ha la particolarità d'essere il primo lavoro eseguito su tela a Venezia, anticipando non di poco i tempi in cui la tecnica a olio per la creazione delle pale d'altare diverrà la principale.

In uno spazio circoscritto nella parte inferiore da una pedana sagomata e sulla parte superiore da una struttura gotica marmorea merlata e finestrata, posta all'interno di un boschetto verdeggiante e colmo di fiori e frutti, quasi fosse un'isola, si pone centrale il trono della Vergine con il Bambino. Ai suoi piedi quattro angeli alati sorreggono le aste del monumentale baldacchino, anch'esso gotico, che copre la parte terminale del pannello centrale.

Sul pannello di sinistra vi sono i santi Gregorio e Girolamo, mentre su quello di destra le raffigurazioni di sant'Agostino e Ambrogio.
La pittura presenta una perfezione d'impianto architettonico, quasi insuperabile, tanto da rendere questo, secondo alcuni, il lavoro migliore nato dalla collaborazione artistica tra i cognati.
L'imponente doratura degli elementi come la pedana e il coro, e la coloratura intensa dei vestiti e dei copricapi regali e clericali, non coprono la finezza e la dignità interiore con l'intensità degli sguardi dei comprimari e della Vergine. Questi, raffigurati con gli attributi che li rendono identificabili, mostrano la consapevolezza della carica che hanno coperto nella storia della chiesa, mentre la Madonna è raffigurata nella dolcezza che è regale del ruolo di madre della Chiesa che rappresenta. Forse la dolcezza espressa in questa tela, supera per umanità anche il trittico dei medesimi autori conservato in parte alla National Gallery londinese e in parte nella chiesa di San Tommaso Becket di Padova.